# Siervaas Ubbo Emmiussingel

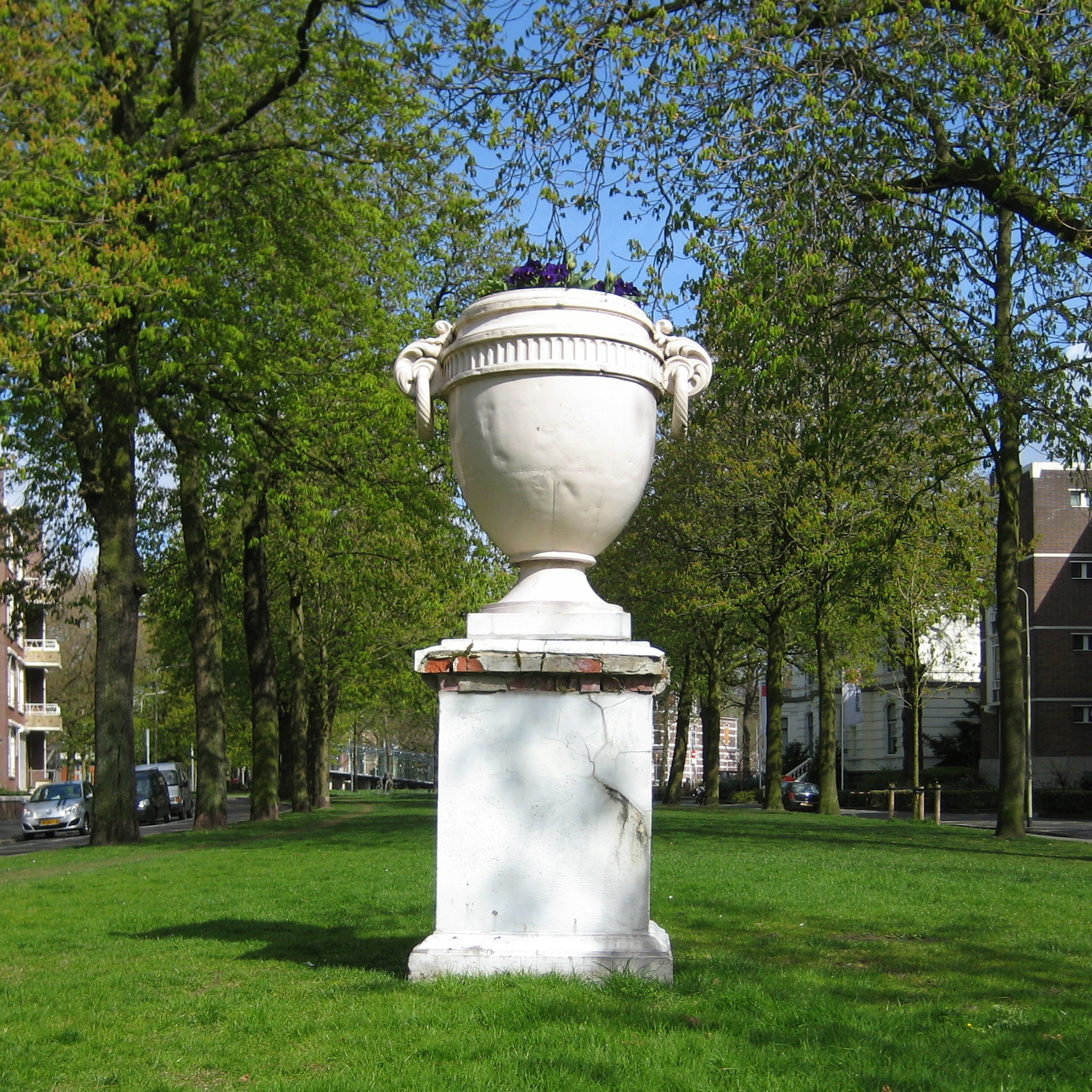
De siervaas in 2010

De siervaas Ubbo Emmiussingel is een monumentale vaas in Empirestijl op de middenberm van de Ubbo Emmiussingel in de Nederlandse stad Groningen.

## Beschrijving
De vaas, die rond 1885 werd vervaardigd, staat op een wit gepleisterde bakstenen sokkel, die zo'n anderhalve meter hoog is. De vaas zelf is gemaakt van zink en is uitgevoerd met twee hengsels in de vorm van bladeren met ringen en aan de bovenzijde een rondboogfries. De siervaas is aangewezen als rijksmonument vanwege "haar schoonheid en zeldzaamheid" en omdat ze geldt "als karakteristiek voorbeeld van straatmeubilair" en daarmee als "een waardevol onderdeel van de inrichting van de openbare ruimte van de Ubbo Emmiussingel".